# Diocese de San Juan Bautista de Calama
A Diocese de San Juan Bautista de Calama (em latim: Dioecesis Sancti Ioannis Baptistae de Calama) é uma diocese localizada na cidade de Calama, pertencente a Arquidiocese de Antofagasta no Chile. Foi fundada em 21 de julho de 1965 pelo Papa Paulo VI. Originalmente foi denominada como Prelazia Territorial de Calama, sendo elevada à condição de diocese somente em 2010. Com uma população católica de 137.244 habitantes, sendo 71,3% da população total, possui 11 paróquias com dados de 2017.

## História
A Diocese de San Juan Bautista de Calama foi criada em 21 de julho de 1965 pelo Papa Paulo VI com a desmembração da então Diocese Antofagasta e da Diocese de Iquique. Originalmente foi denominada como sendo Prelazia Territorial de Calama, sendo elevada à condição de diocese somente em 2010. 

## Lista de bispos
A seguir uma lista de bispos e prelados desde a criação da prelatura em 1965. Em 2010 foi elevada  à  condição de diocese. 
|          | Nome                                   | Período   | Notas                                       |
| Bispos   | Bispos                                 | Bispos    | Bispos                                      |
| -------- | -------------------------------------- | --------- | ------------------------------------------- |
| 3º       | Tomás Abel Carrasco Cortés             | 2023-     | Atual                                       |
| 2º       | Óscar Hernán Blanco Martínez, O.M.D.   | 2016-2022 | Nomeado Bispo de Punta Arenas               |
| 1º       | Guillermo Patricio Vera Soto           | 2010-2014 | Nomeado Bispo de Iquique                    |
| Prelados |                                        |           |                                             |
| 8º       | Guillermo Patricio Vera Soto           | 2003-2010 |                                             |
| 7º       | Cristián Contreras Molina, O. de M.    | 1992-2002 |                                             |
| 6º       | Juan Bautista Herrada Armijo, O. de M. | 1976-1991 | Administrador apostólico de 1976 a 1982     |
| 5º       | Carlos Oviedo Cavada, O. de M.         | 1974-1976 | Administrador apostólico                    |
| 4º       | Juan Luis Ysern de Arce                | 1972-1974 | Administrador apostólico                    |
| 3º       | Francisco de Borja Valenzuela Ríos     | 1970-1970 | Administrador apostólico                    |
| 2º       | Orozimbo Fuenzalida y Fuenzalida       | 1968-1970 | Nomeado bispo de Santa María de Los Ángeles |
| 1º       | Francisco de Borja Valenzuela Ríos     | 1965-1968 | Administrado apostólico                     |